# Kristin Winter
Kristin Winter (* 7. Januar 1958 in Hammelburg) ist eine deutsche Autorin.
Winter verlebte einen Teil ihrer Kindheit und Jugend in Namibia. 2003 veröffentlichte sie ihr erstes Buch. Seither hat Winter mehrere Lyrik-Bücher sowie Kurzgeschichten und eine Erzählung verfasst.
Sie lebt als freie Autorin und Malerin in Wangen im Allgäu. Sie ist Mitglied im Verband deutscher Schriftsteller.

## Werke
- Wie wach du mich machst. Gedichte, Oberhausen 2003, ISBN 3-89896-169-9
- Muschelworte. Gedichte, Oberhausen 2004, ISBN 3-89896-183-4
- Fischlieder. Gedichte, Oberhausen 2005, ISBN 3-89896-224-5
- Wandelworte. Gedichte, Oberhausen 2007, ISBN 978-3-89896-289-6
- Goldfische. Kurzprosa, Oberhausen 2007, ISBN 978-3-89896-304-6
- Die Sonne im Gesicht. Erzählung, Norderstedt 2007, ISBN 978-3-8334-9856-5
- Die schlafwachen Lieder. Gedichte, Norderstedt 2010, ISBN 978-3-8423-3080-1
- Manche Tage sind sehr grün. Prosa, Norderstedt 2010, ISBN 978-3-8423-3168-6